# Atlantic Coast Airlines
Atlantic Coast Airlines (ACA) — колишня регіональна авіакомпанія Сполучених Штатів Америки, яка належала авіаційного холдингу Atlantic Coast Airlines Holdings, Inc., зі штаб-квартирою в Далласі (Вірджинія). Працювала під торговими марками (брендами) United Express авіакомпанії United Airlines і Delta Connection авіакомпанії Delta Air Lines.

## Історія
Atlantic Coast Airlines була утворена і почала комерційні операції 15 грудня 1989 року. З самого початку своєї діяльності авіакомпанія працювала у рамках партнерської угоди (код-шерінг) з магістральної авіакомпанії United Airlines. У 1999 році ACA створила дочірнього перевізника Atlantic Coast Jet для роботи з Delta Air Lines під брендом Delta Connection, однак незабаром дочірня компанія була ліквідована, а маршрутна мережа в код-шерінг з Delta Air Lines перейшла безпосередньо в ACA.
Під брендом United Express авіакомпанія Atlantic Coast Airlines виконувала польоти на літаках Handley Page Jetstream, BAe Jetstream 41 і на регіональних реактивних літаках фірми Bombardier з Міжнародного аеропорту Вашингтон Даллес і Міжнародного аеропорту Чикаго О'Хара. За брендом Delta Connection ACA виконувала рейси на літаках Fairchild Dornier 328 з Міжнародного аеропорту Логан (Бостон), Нью-Йоркського аеропорту Ла-Гуардіа і Міжнародного аеропорту Цинциннаті/Північний Кентуккі. За 2003 рік отримані доходи авіакомпанії склалися приблизно з 80 % рейсів під брендом United Express і 20 % від польотів під брендом Delta Connection.
В грудні 2002 року авіакомпанія United Airlines вступила в стан банкрутства й уклала контракт з консалтинговою фірмою Bain & Company для проведення процедури оцінки та перегляду договорів з регіональними авіакомпаніями. Керівництво Atlantic Coast Airlines представило на розгляд програму подальшої співпраці з Юнайтед з передбаченими значними скороченнями операційних витрат і зниженням цін на авіаквитки, але при умові одержання статусу єдиного регіонального партнера за програмою United Express. В ході непростих переговорів, а також в умовах жорсткої конкуренції з боку інших регіоналів, авіакомпаніям не вдалося дійти до порозуміння, проте надалі ACA продовжила роботу під брендом United Express, виконуючи умови чинного десятирічного контракту з United Airlines.
Влітку 2003 року з боку авіаційного холдингу Mesa Air Group робилися спроби поглинання Atlantic Coast Airlines, причому методами, які деякі фахівці класифікують як явні порушення законодавства і які є предметом пильної уваги Комісії з торгівлі цінними паперами (США). Керівництво та працівники ACA докладали максимум зусиль щодо запобігання захоплення авіакомпанії і через кілька місяців план холдингу Mesa Air Group з придбання 100 % акцій ACA був згорнутий.
19 листопада 2003 року Atlantic Coast Airlines оголосила про перехід авіакомпанії в категорію низькобюджетних авіаперевізників зі зміною назви на Independence Air. 4 серпня 2004 року закінчився термін партнерської угоди по програмі United Express, а 2 листопада 2004 року закінчився код-шерінг з Delta Air Lines на використання бренду Delta Connection. Комерційні рейси під новою назвою Independence Air почалися 16 червня 2004 року, а 5 січня 2006 року авіакомпанія повністю припинила свою діяльність.
10 березня 2006 року магістральна авіакомпанія Northwest Airlines придбала сертифікат експлуатанта Independence Air з метою його використання у формуванні дочірнього регіонального авіаперевізника. Знову створена авіакомпанія Compass Airlines розпочала виконання комерційних перевезень в серпні 2007 року на реактивних літаках Embraer 175.